# Fernanda Gritzbach
Fernanda Gritzbach est une joueuse brésilienne de volley-ball née le 10 janvier 1984 à Araçatuba. Elle mesure 1,94 m et joue au poste de centrale. 

## Clubs
| Club                         | De        | À         |
| ---------------------------- | --------- | --------- |
| São Caetano EC               | 2001-2002 | 2004-2005 |
| EC Pinheiros                 | 2005-2006 | 2005-2006 |
| Macaé Sports                 | 2006-2007 | 2006-2007 |
| Clube de Regatas do Flamengo | 2007-2007 | 2007-2007 |
| São Caetano EC               | 2007-2008 | 2007-2008 |
| Vôlei Futuro                 | 2008-2009 | 2011-2012 |
| Club Voleibol Murillo        | 2012-2013 | 2019-2020 |
| A.D. Algar Surmenor          | 2020-2021 | …         |

## Palmarès

### Équipe nationale
- Championnat d'Amérique du Sud des moins de 18 ans
  - Vainqueur : 2000.
- Championnat d'Amérique du Sud des moins de 20 ans
  - Vainqueur : 2002.
- Championnat du monde des moins de 20 ans
  - Vainqueur : 2003.

### Clubs
- Championnat d'Espagne
  - Vainqueur : 2014, 2015, 2016, 2017, 2018, 2019.
  - Finaliste : 2013.
- Supercoupe d'Espagne
  - Vainqueur : 2013, 2014, 2015, 2017, 2018, 2019.
  - Finaliste : 2016.
- Copa de la Reina
  - Vainqueur : 2014, 2015, 2016, 2018, 2019, 2020.
  - Finaliste : 2017.